# Kévin Sireau
Kévin Sireau (Châteauroux, 18 aprile 1987) è un pistard francese, vincitore di due medaglie d'argento olimpiche e di tre titoli mondiali nella velocità a squadre.

## Palmarès
- 2006

Campionati francesi, Keirin
Campionati francesi, Velocità
- 2007

Campionati europei, Keirin Under-23
- 2008

3ª prova Coppa del mondo 2007-2008, Velocità a squadre (Copenaghen, con Didier Henriette e Arnaud Tournant)
4ª prova Coppa del mondo 2007-2008, Velocità a squadre (Copenaghen, con Grégory Baugé e François Pervis)
4ª prova Coppa del mondo 2007-2008, Velocità (Copenaghen)
Campionati del mondo, Velocità a squadre (con Grégory Baugé e Arnaud Tournant)
Grand Prix de Saint-Denis, Velocità
Campionati francesi, Velocità
Campionati francesi, Keirin
Campionati francesi, Velocità Under-23
Campionati europei, Velocità Under-23
3ª prova Coppa del mondo 2008-2009, Velocità (Cali)
- 2009

4ª prova Coppa del mondo 2008-2009, Velocità a squadre (Pechino, con Mickaël Bourgain e François Pervis)
5ª prova Coppa del mondo 2008-2009, Keirin (Copenaghen)
Campionati del mondo, Velocità a squadre (con Grégory Baugé e Mickaël Bourgain)
Grand Prix of Moscow, Velocità
Grand Prix de Saint-Denis, Velocità
Campionati europei, Velocità a squadre Under-23 (con Michaël D'Almeida e Thierry Jollet)
Campionati europei, Velocità Under-23
Campionati francesi, Velocità Under-23
3ª prova Coppa del mondo 2009-2010, Velocità (Cali)
3ª prova Coppa del mondo 2009-2010, Velocità a squadre (Cali, con Teun Mulder e François Pervis)
- 2010

Coppa del mondo 2009-2010, Velocità
Grand Prix de Saint-Denis, Velocità
Campionati francesi, Velocità Under-23
Campionati francesi, Velocità
Campionati francesi, Keirin
2ª prova Coppa del mondo 2010-2011, Velocità (Cali)
2ª prova Coppa del mondo 2010-2011, Velocità a squadre (Cali, con Grégory Baugé e Michaël D'Almeida)
- 2011

3ª prova Coppa del mondo 2010-2011, Velocità (Pechino)
3ª prova Coppa del mondo 2010-2011, Velocità a squadre (Pechino, con François Pervis e Michaël D'Almeida)
4ª prova Coppa del mondo 2010-2011, Velocità (Manchester)
4ª prova Coppa del mondo 2010-2011, Velocità a squadre (Manchester, con Grégory Baugé e Michaël D'Almeida)
Coppa del mondo 2010-2011, Velocità
Campionati europei Elite, Velocità
- 2015

3ª prova Coppa del mondo 2014-2015, Velocità a squadre (Pechino, con Grégory Baugé e Quentin Lafargue)
Campionati del mondo, Velocità a squadre (con Grégory Baugé e Michaël D'Almeida)

## Piazzamenti

### Competizioni mondiali
- Campionati del mondo

Bordeaux 2006 - Chilometro da fermo: 5º
Palma di Maiorca 2007 - Velocità: 8º
Manchester 2008 - Velocità a squadre: vincitore
Manchester 2008 - Velocità: 2º
Manchester 2008 - Keirin: 21º
Pruszków 2009 - Velocità a squadre: vincitore
Pruszków 2009 - Velocità: 3º
Ballerup 2010 - Velocità a squadre: 2º
Ballerup 2010 - Velocità: 3º
Apeldoorn 2011 - Velocità a squadre: squalificato
Apeldoorn 2011 - Velocità: 8º
Melbourne 2012 - Velocità a squadre: 2º
Melbourne 2012 - Velocità: 7º
Cali 2014 - Velocità a squadre: 3º
Saint-Quentin-en-Yvelines 2015 - Velocità a squadre: vincitore
Londra 2016 - Velocità a squadre: 4º
- Giochi olimpici

Pechino 2008 - Velocità: 5º
Pechino 2008 - Velocità a squadre: 2º
Londra 2012 - Velocità a squadre: 2º